# Рваса
◌ܶ, ◌ܷ, ܘܼ (ܪܒ݂ܵܨܵܐ, рваса) — огласовка в сирийском письме.

## Использование
В восточносирийском (несторианском) письме представляет собой букву вав с точкой снизу (ܘܼ) и обозначает [u] или [uː]. В западносирийском (яковитском) письме выглядит как «Э» над (◌ܶ) или под буквой (◌ܷ) и обозначает [e]; происходит от греческой буквы эпсилон (Ε). 
В романизации ALA-LC передаётся как ú; в романизации BGN/PCGN восточносирийская хваса (◌ܼ/ܘܼ) передаётся как u, а передача западносирийских вариантов не регламентируется.

## Кодировка
Западносирийская рваса сверху, западносирийская рваса снизу и точка восточносирийской рвасы (унифицированная с точкой восточносирийской хвасы) были добавлены в стандарт Юникод в версии 3.0 в блок «Сирийское письмо» (англ. Syriac) под шестнадцатеричными кодами U+0736, U+0737, U+073C соответственно.